# Полимбетова, Фатима Абулхаировна
Фатима Абулхаировна Полимбетова (род. 11 августа 1929, Кзыл-Ординская область) — казахстанский учёный в области физиологии, генетики и биоинженерии растений, доктор биологических наук, профессор, академик НАН РК.

## Биография
Родилась 11 августа 1929 года на ст. Тартугай Кзыл-Ординской области.
Окончила Казахский государственный университет им. С. М. Кирова (1951).
С 1951 г. в Институте ботаники Академии наук Казахстана: аспирант (1951—1954), младший научный сотрудник, учёный секретарь, зав. отделом, зав. лабораторией.
С 1993 года — заведующая лабораторией Института физиологии, генетики и биоинженерии растений Национальной Академии наук Республики Казахстан.
В настоящее время (2018) — главный научный сотрудник РГП «Институт биологии и биотехнологии растений» КН МОН РК, г. Алматы.
В 1955 г. защитила кандидатскую, в 1970 г. докторскую диссертацию («Физиологические свойства и продуктивность яровой пшеницы в условиях севера и юга Казахстана»). В 1972 году присвоено учёное звание профессора. 
В 1975 году избрана членом-корреспондентом АН Казахской ССР, в 2003 году — академиком Национальной Академии наук Республики Казахстан.
Основатель научной школы физиологии растений — подготовила 10 докторов и 30 кандидатов наук.

## Награды
Заслуженный деятель науки Казахской ССР (1990). Награждена орденом Трудового Красного Знамени, медалями «За освоение целинных земель», «Ветеран труда», «За заслуги перед Республикой», почётной грамотой Верховного Совета Казахской ССР.